# Ptochophyle miniosa
Ptochophyle miniosa là một loài bướm đêm trong họ Geometridae.